# Ázerbájdžánská hudba

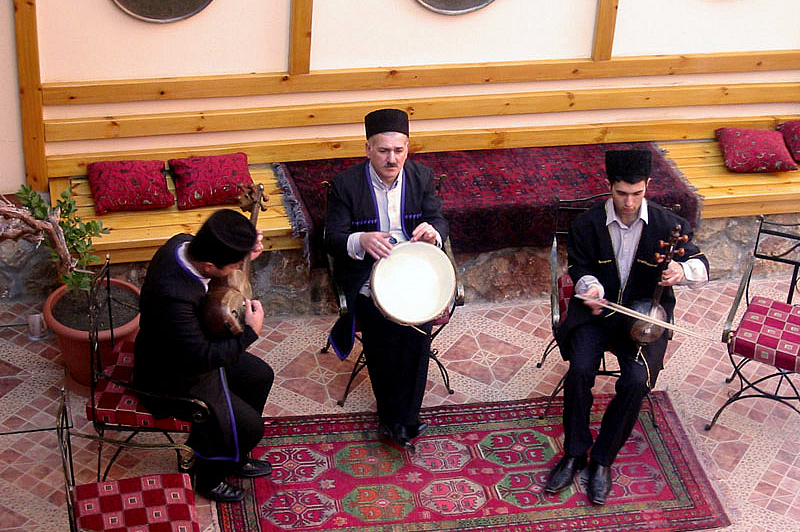
Představení tradičních Ázerbájdžánských hudebníků

Ázerbájdžánská hudba zahrnuje různé styly, odrážející vlivy z hudby Íránu, Kavkazu a střední Asie. Ázerbájdžánská hudba je velmi podobná s íránskou a tureckou hudbou.
Až do začátku 20. století se přenášela pouze ústním podáním. Pěvci Ašughové pěstovali typické žánry jednohlasého improvizovaného zpěvu. Paralelně se rozvíjelo umění pěvců (zvané chanende), zpívajících hrdelním tónem ve vysokém rejstříku za doprovodu hudebních nástrojů.
Vedle toho existuje řada instrumentálních forem tanečního charakteru:
- jally - řadový tanec
- džangi - bojový kolektivní tanec
- mirzai - sólový tanec

v nichž se uplatňují tyto hudební nástroje:
- drnkací - tar, saz
- dechové - balaman, zurna
- bicí - nagara
- smyčcové - kemanča

Zakladatelem moderní Ázerbájdžánské hudby je Uzeir Hadžibekov (autor první ázerbájdžánské opery Lejli a Medžun).
V roce 1920 byla založena Ázerbájdžánská divadelní opera a balet v Baku, roku 1921 konzervatoř, roku 1936 filharmonie v Baku a Gandže.

## Fotogalerie

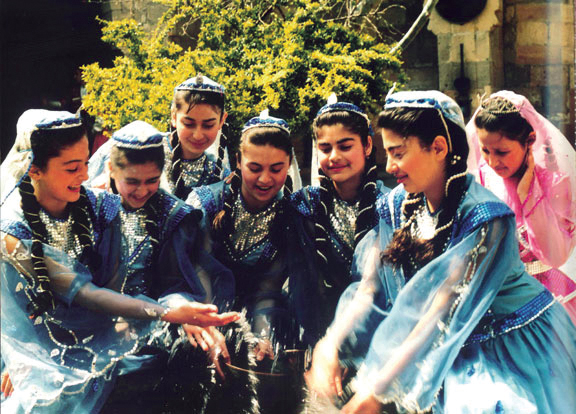
Ázerbájdžánské dívky při národním tanci